# Goldenstedter Moor
Das Goldenstedter Moor ist ein Hochmoorgebiet und gehört zusammen mit weiteren Moorgebieten zum Großen Moor bei Barnstorf. Das Gebiet in Goldenstedt im Landkreis Vechta ist Teil der Diepholzer Moorniederung, die zu den wertvollsten Moorlandschaften der Bundesrepublik Deutschland gehört und internationale Bedeutung besitzt. Heute ist es ein Naturschutzgebiet, das sich über eine Fläche von ca. 640 Hektar erstreckt.

## Schutz
Das Goldenstedter Moor wurde im Rahmen des Niedersächsischen Moorschutzprogrammes 1984 zum Naturschutzgebiet erklärt. Für eine Übergangszeit dürfen Kulturflächen noch unter Berücksichtigung von Naturschutzbelangen vertragsgemäß weiterbewirtschaftet werden. Zugleich sind bereits unkultivierte Flächen wiedervernässt worden. Nach Ablauf der Torfabbaugenehmigungen soll das Goldenstedter Moor als Überlebensraum hochmoortypischer Lebensgemeinschaften erhalten bzw. entwickelt werden.

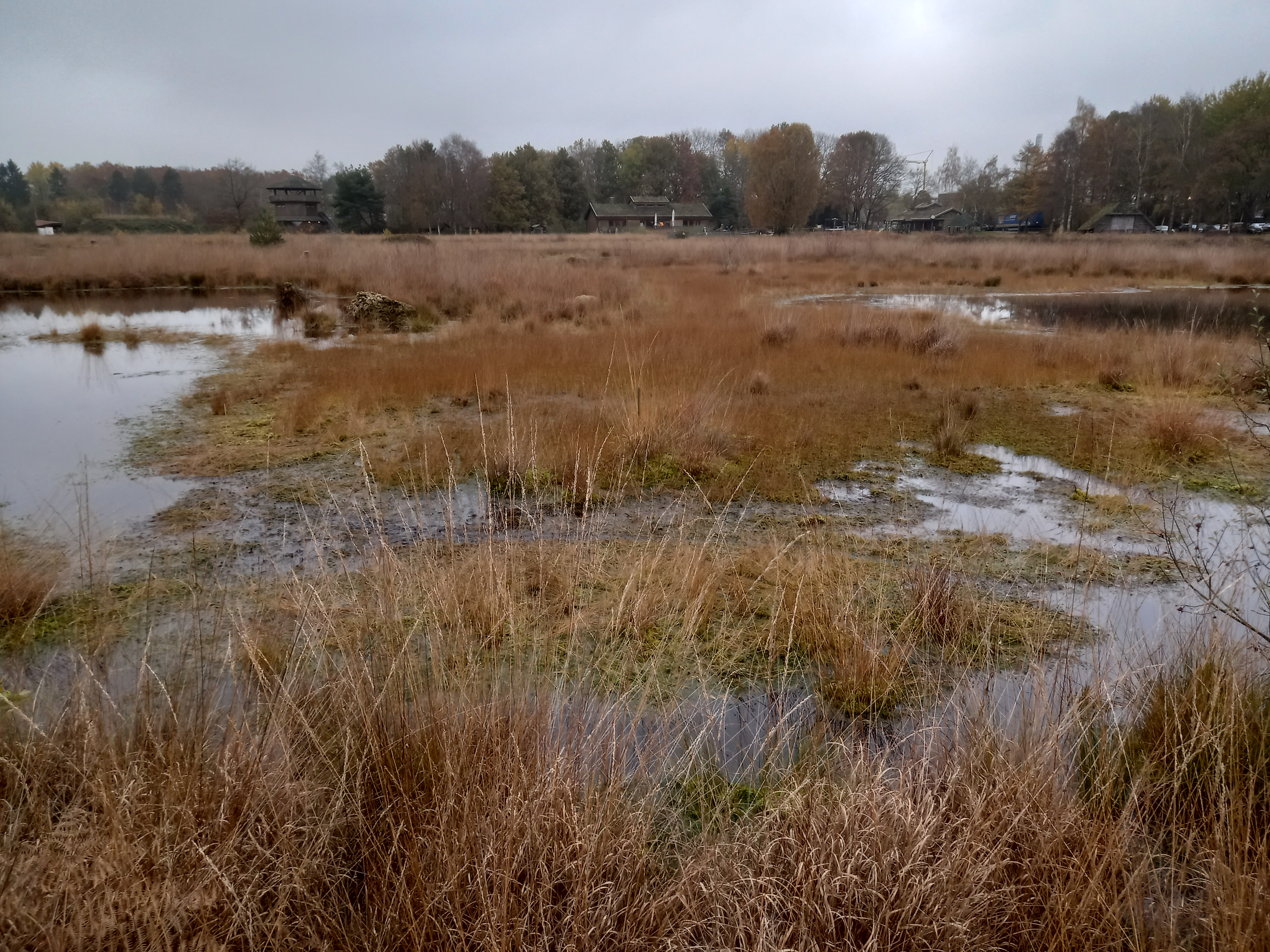
Blick zum Moorrand im November
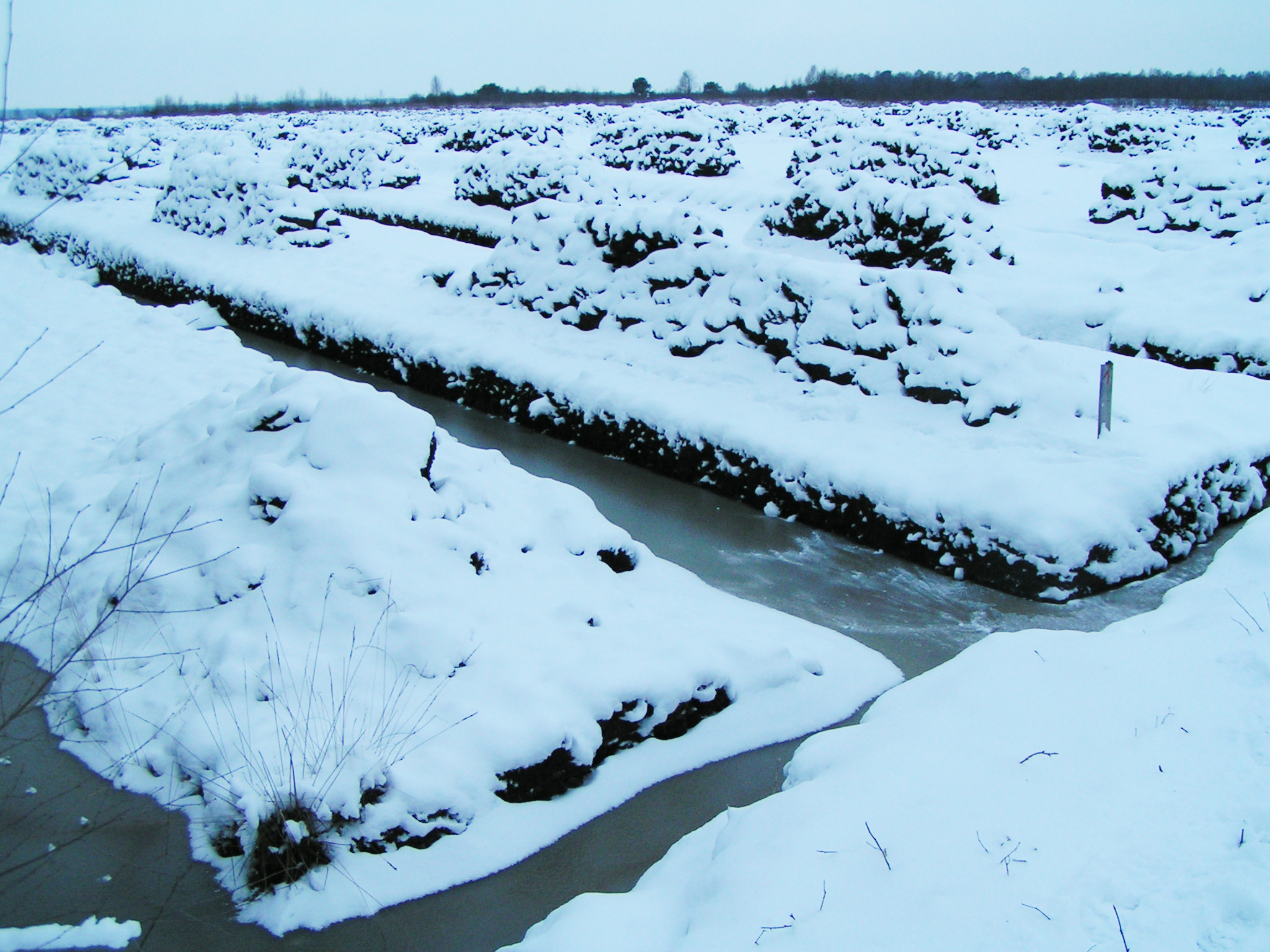
Torfabbaufläche im Winter
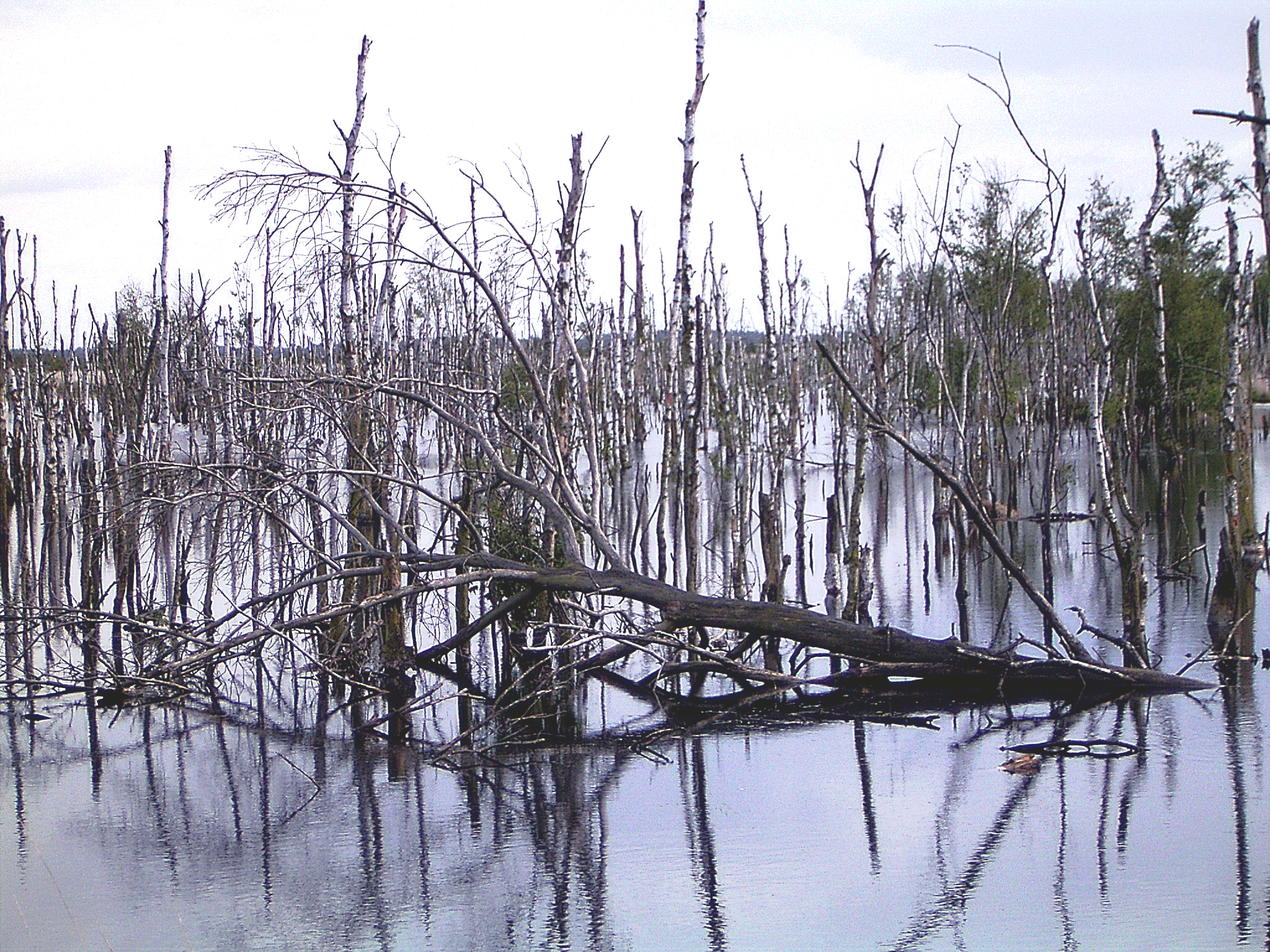
Wiedervernässung im Teilbereich des Dreiecksmoores
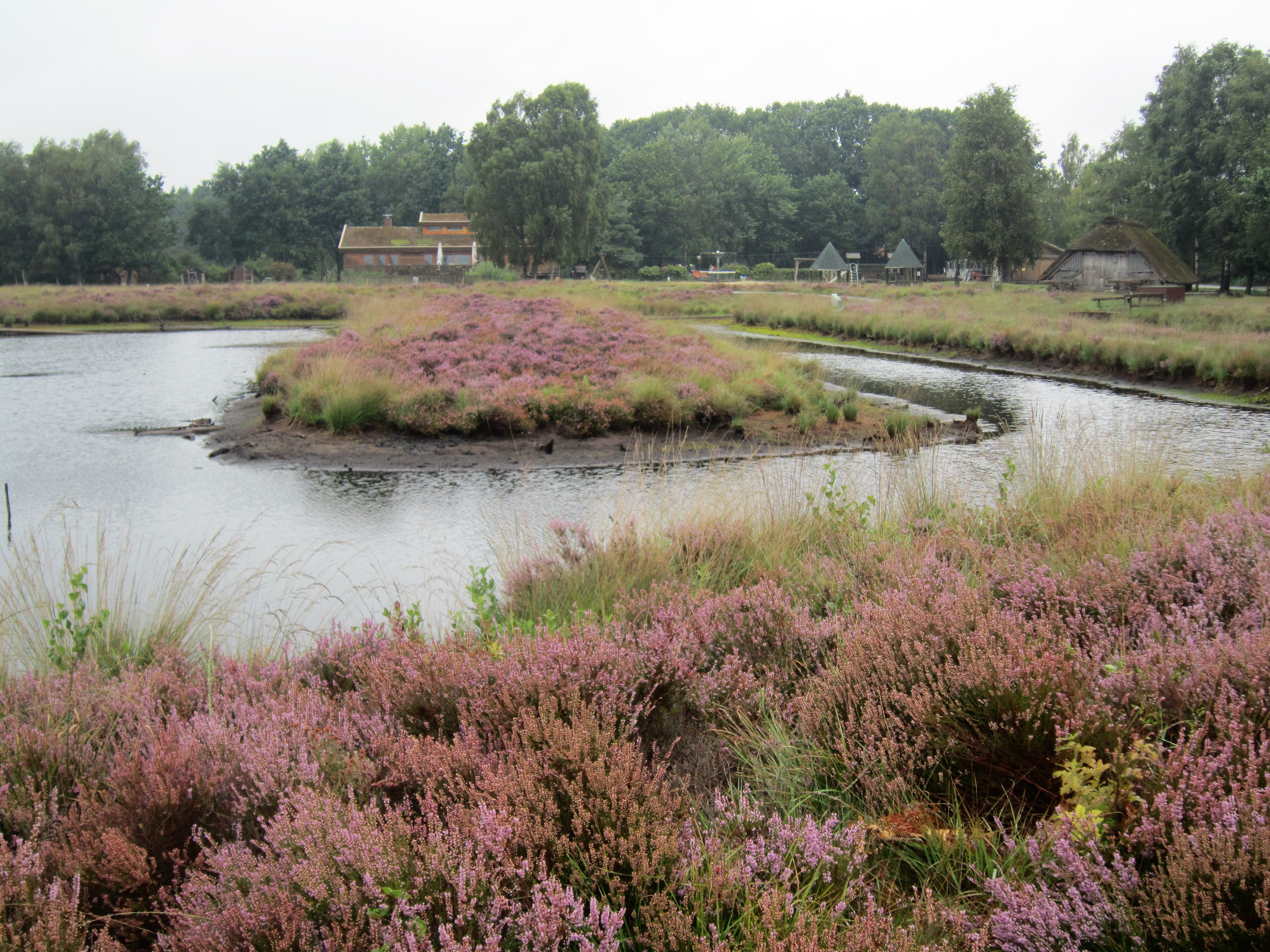
Heideblüte beim Haus im Moor

## Öffentlichkeitsarbeit
Der Förderverein Goldenstedter Moor betreibt verschiedene Einrichtungen, um Besucher über Fauna und Flora der Moorlandschaft zu informieren, zum Beispiel das Naturschutz- und Informationszentrum (NIZ) Goldenstedter Moor e. V., Haus im Moor genannt. Zum NIZ gehören auch ein 15 m langer „Moortunnel“, der das Moor erklärt und darstellt, sowie ein Garten, in dem vom Aussterben bedrohte, regional bedeutsame Obstsorten heranwachsen. Im Moortunnel werden einige Habseligkeiten des Kiepenkerls Jan Spieker gezeigt, der 1828 im Goldenstedter Moor verstarb und beigesetzt wurde, und dessen Moorleiche 1978 wieder ausgegraben wurde.

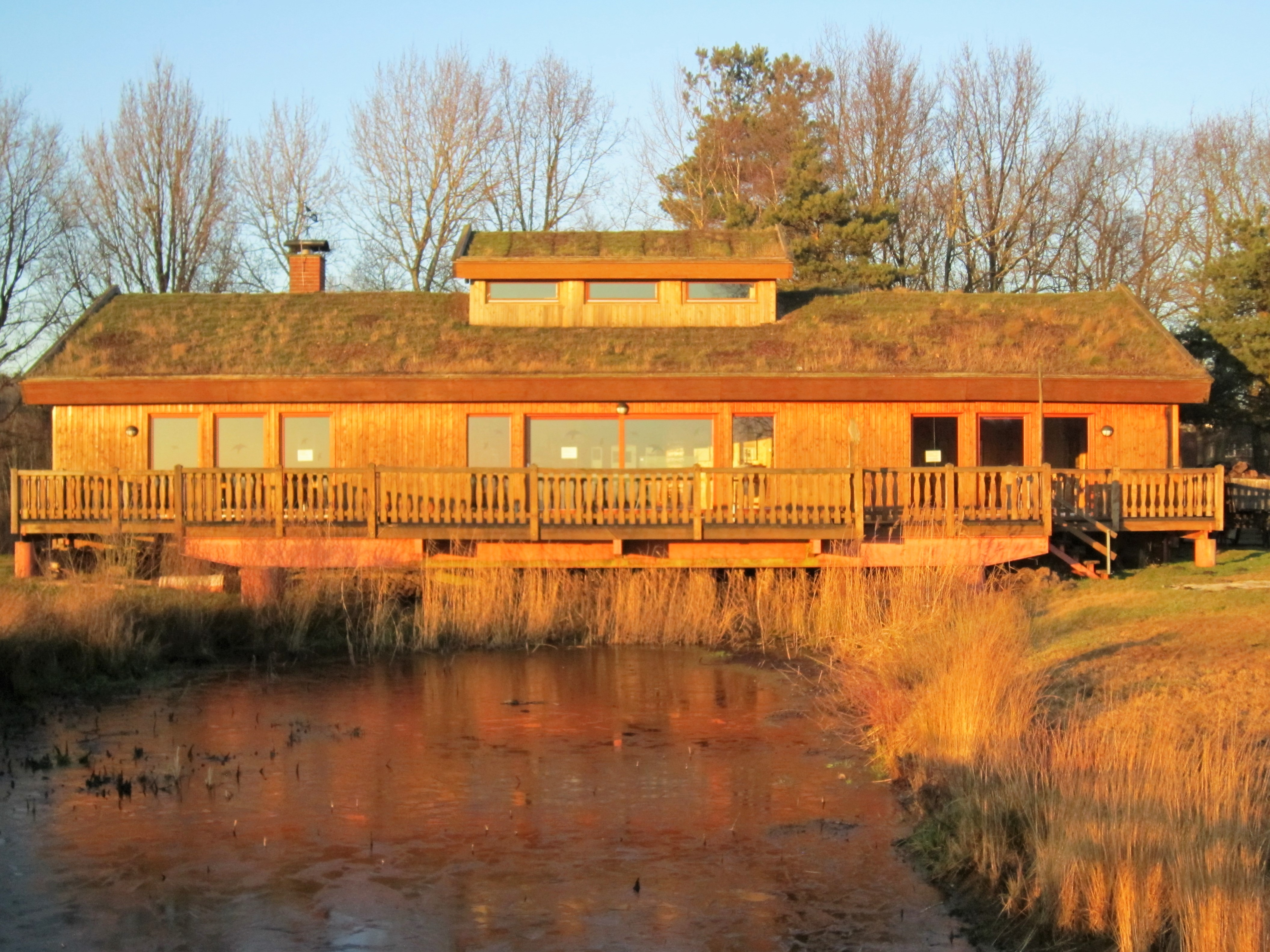
Haus im Moor (NIZ)
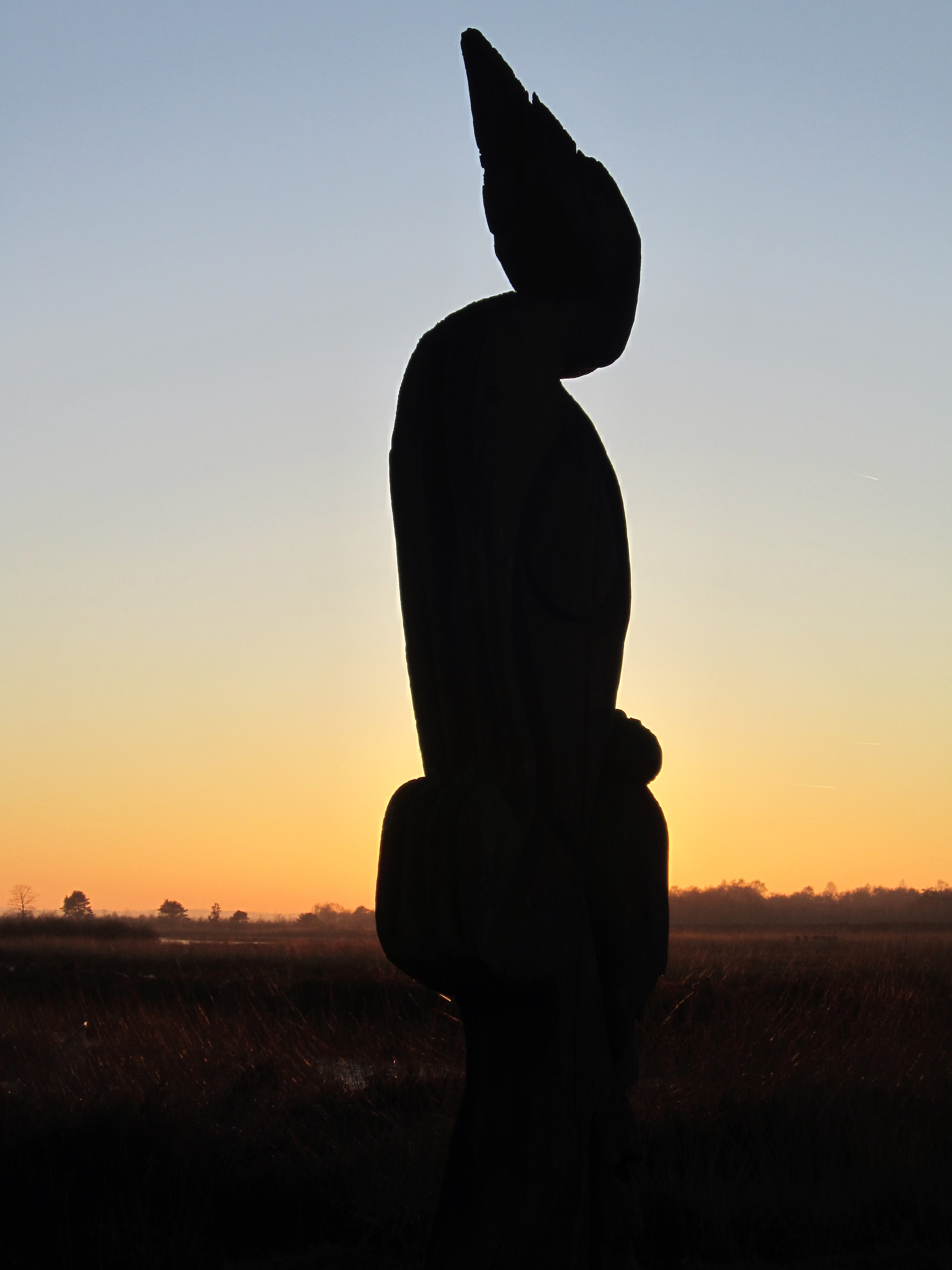
Holzskulptur von Uwe Oswald am Rand des Rundwegs beim NIZ
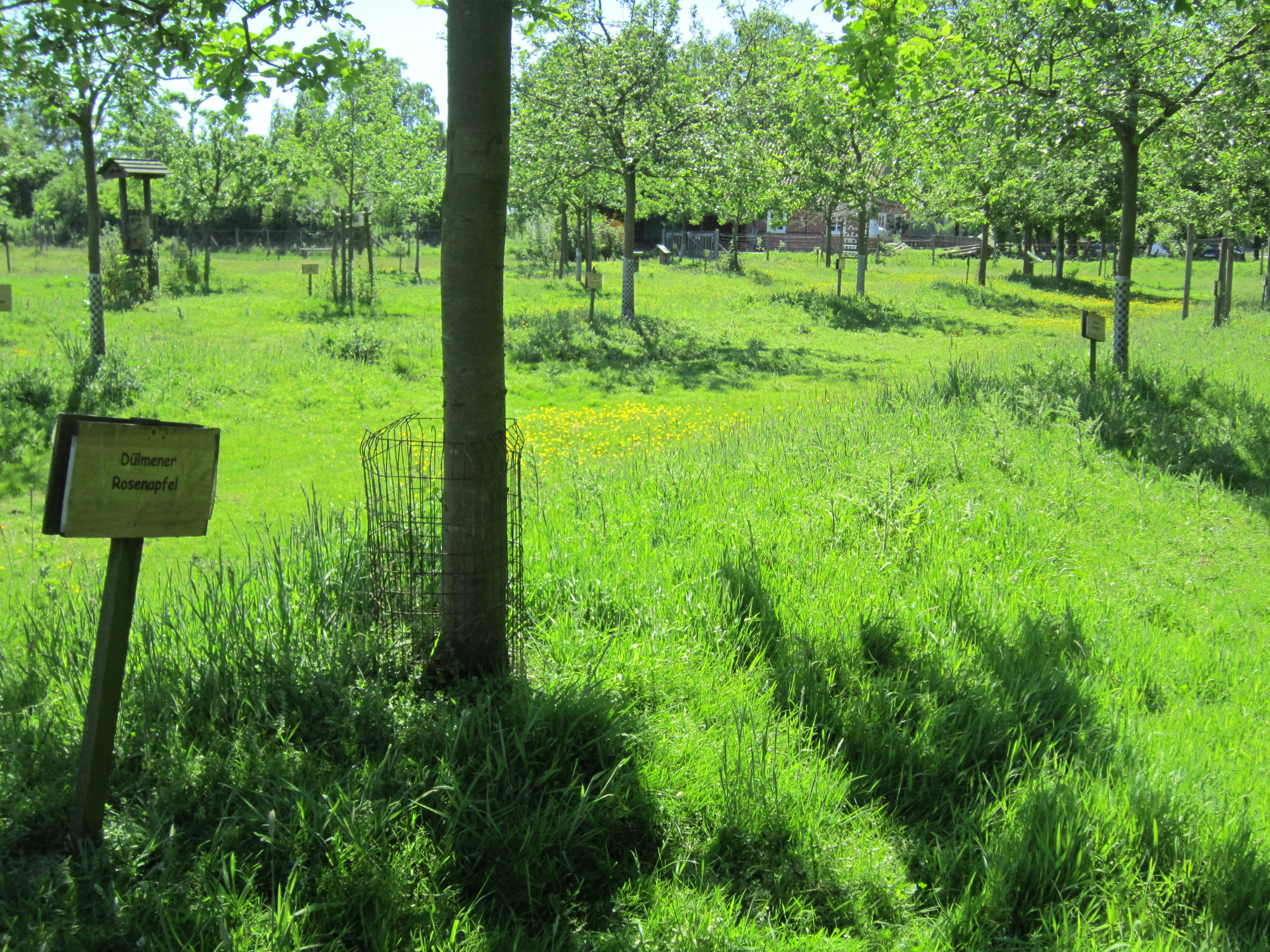
Streuobstwiese mit historischen Obstsorten beim NIZ
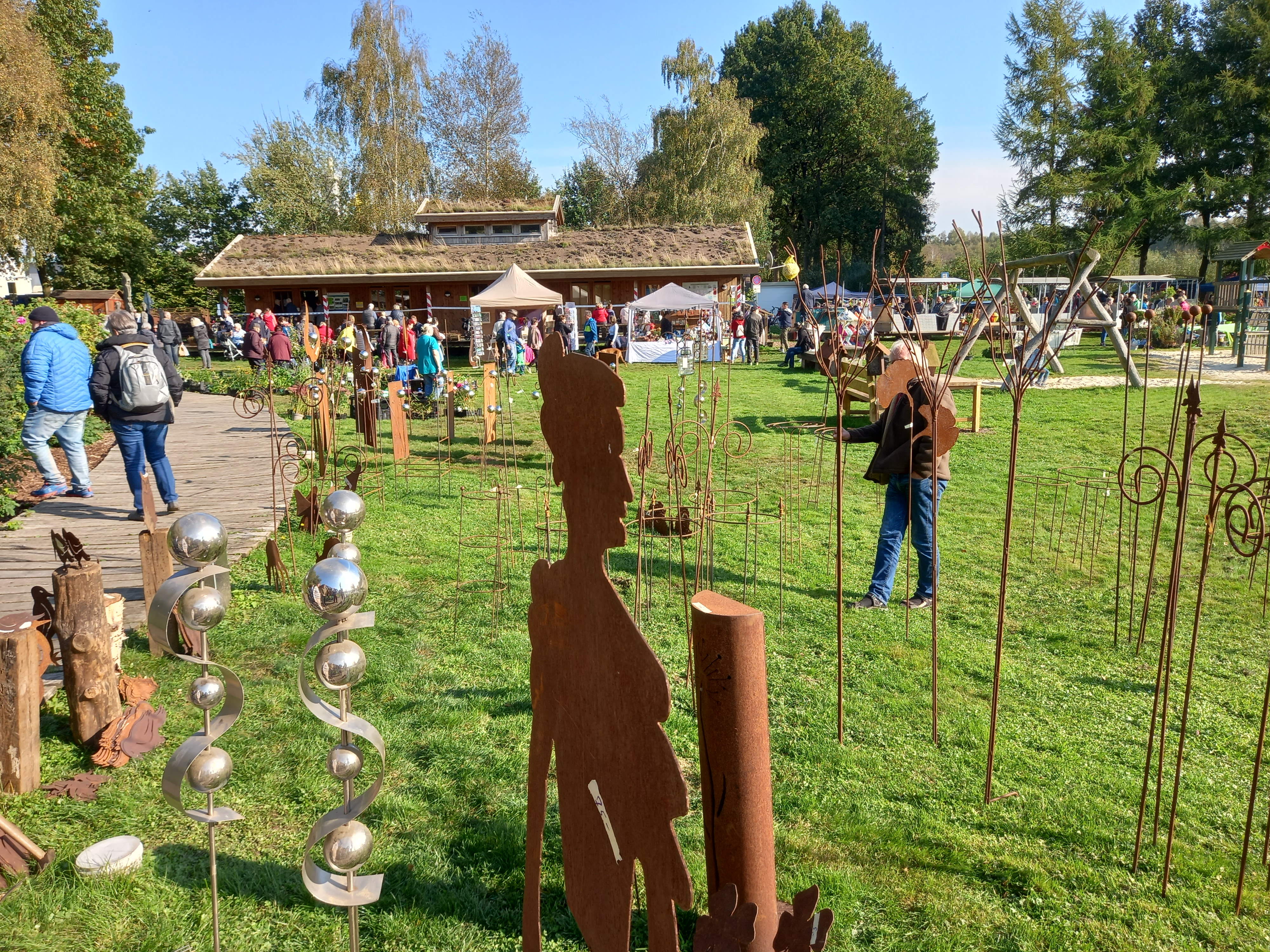
Apfelfest 2021 im Landpartie-Stil

Nach Jan Spieker ist eine Bimmelbahn benannt, die in der warmen Jahreszeit zwischen dem Haus im Moor und dem Barnstorfer Umwelt-Erlebnis-Zentrum (BUEZ) pendelt. Beim Haus im Moor befindet sich ein Bahnhof, von dem aus eine Moorbahn Touristen auf einen Rundkurs durch das Goldenstedter Moor führt.
Das Bioskopion, ein hölzerner Aussichtsturm, erlaubt bei guter Sicht einen Überblick über einen Großteil des Großen Moores.

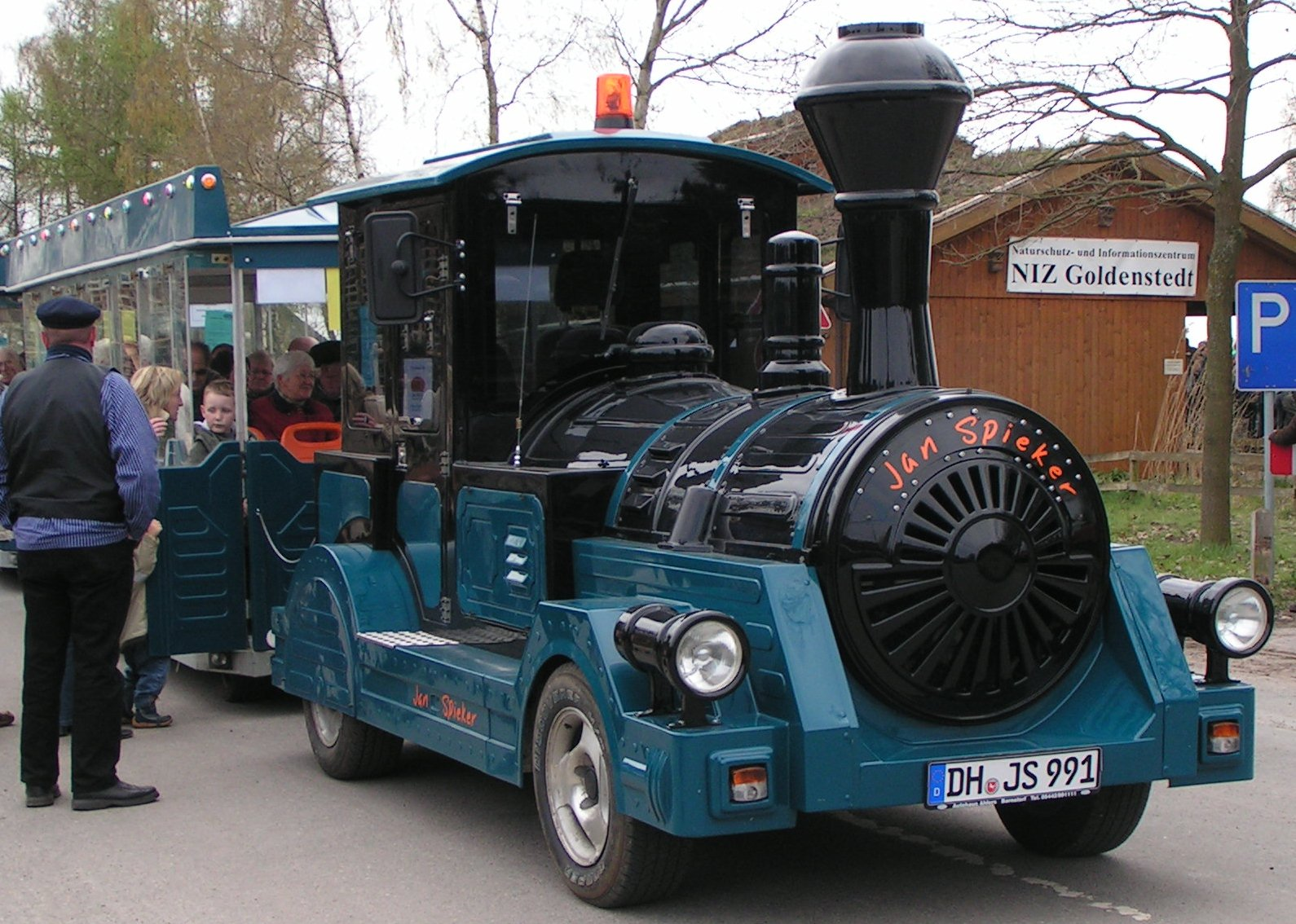
Bimmelbahn vor der Fahrt vom NIZ nach Barnstorf
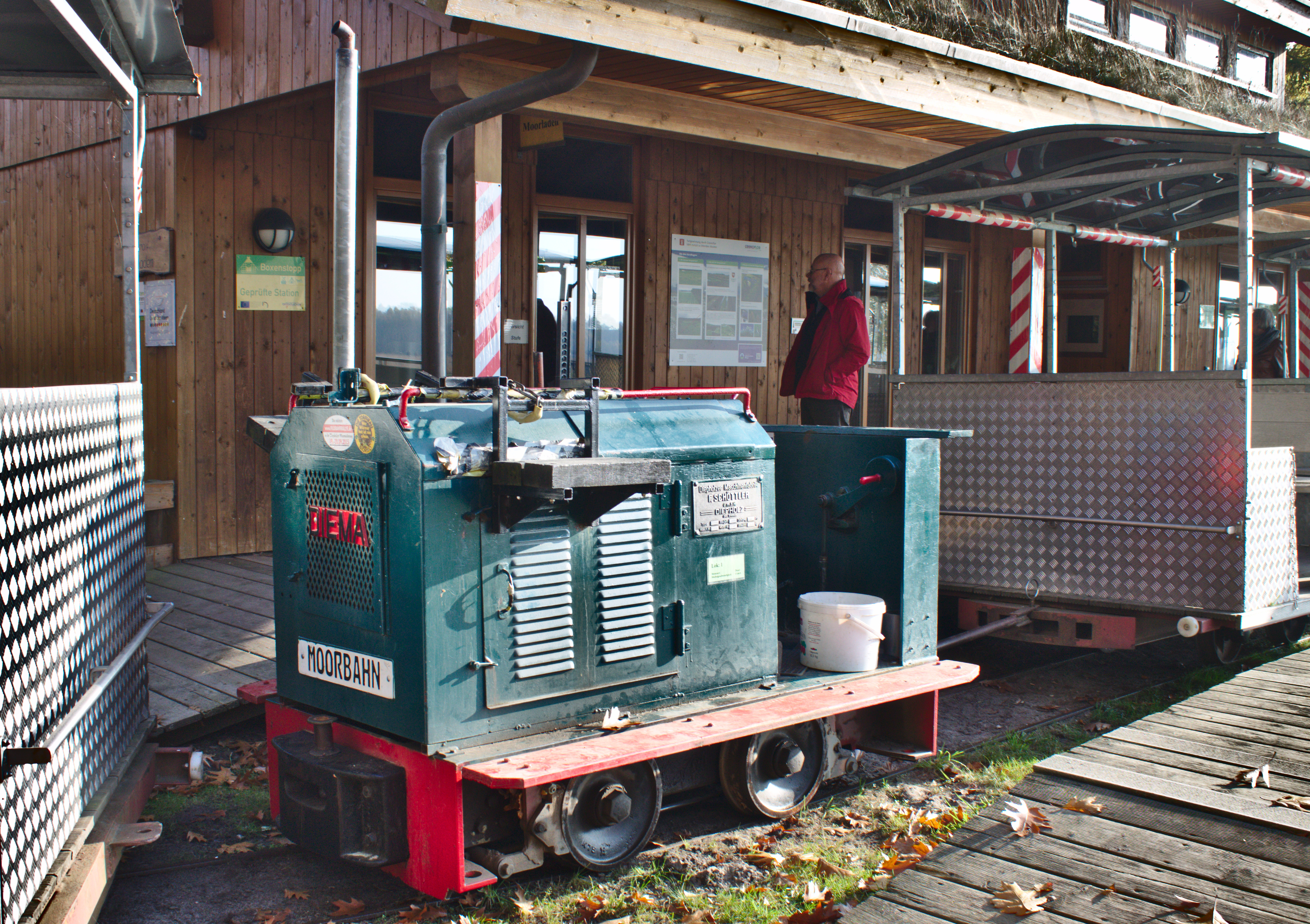
Moorbahn vor dem Bahnhof des NIZ
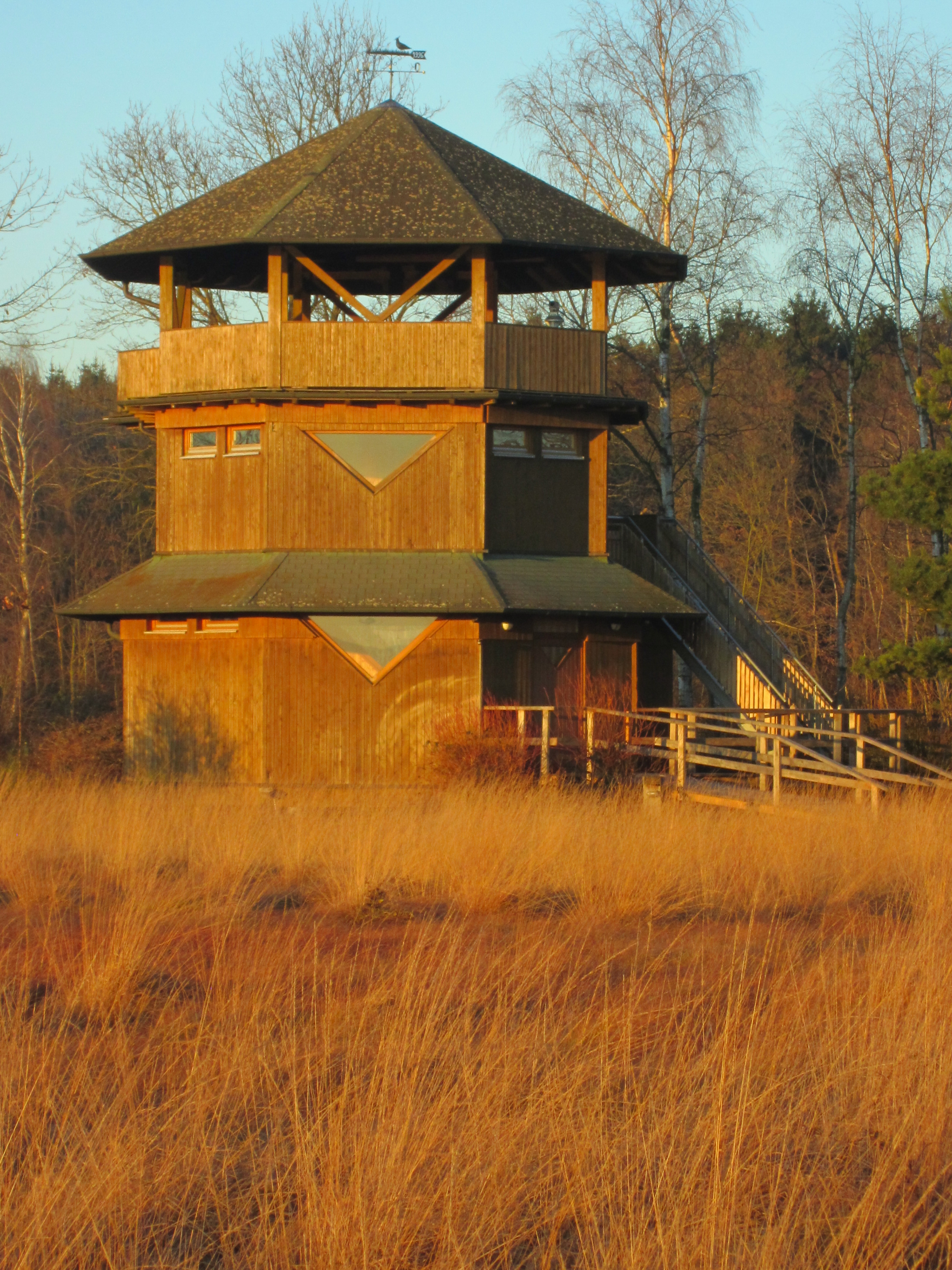
Bioskopion